# Accident ferroviaire de Villepreux-Les Clayes
L'accident ferroviaire de Villepreux-Les Clayes, couramment présenté à l'époque comme la catastrophe de Villepreux, a eu lieu le 18 juin 1910 sur la ligne de Saint-Cyr à Surdon, lorsqu'un express percuta à 18 h 10 un omnibus à l'arrêt dans la gare éponyme, située à vingt-neuf kilomètres de Paris, sur le territoire de la commune des Clayes, dans le département de Seine-et-Oise. Son bilan fut d'au moins vingt-trois morts et  cinquante-neuf blessés, et il fut le premier d'une tragique série d'accidents meurtriers, notamment à Saujon (août 1910), à Bernay (septembre 1910), et à Courville (février 1911), qui en quelques mois survinrent sur des lignes faisant partie du réseau de l'État, provoquant de nombreuses critiques sur le fonctionnement de cette administration.

## Circonstances
Paraissant surtout soucieuse de traduire l'atmosphère morbide du drame en suscitant l'émotion de ses lecteurs, la presse de l'époque s'appesantit généralement sur ses détails les plus pathétiques ou horribles, mais ne relata qu'avec beaucoup d'approximations les circonstances dans lesquelles il s'était produit. Celles-ci ne peuvent donc être reconstituées que par recoupement et vérifications d'informations souvent fragmentaires et inexactes, même provenant des autorités publiques.
Le samedi 18 juin, le train 467, un omnibus pour Dreux, était parti à seize heures vingt de la gare des Invalides. Il avait desservi les gares du Champ de Mars, de Versailles-Chantiers et de Saint-Cyr, avant d'arriver à dix-sept heures dix dans la petite gare de Villepreux-Les Clayes. Là, le mécanicien, que le fonctionnement défectueux de sa machine avait obligé un peu avant à s'arrêter en pleine voie, s'employa à identifier l'avarie pour improviser une réparation de fortune, bloquant le passage à niveau du chemin vicinal reliant Villepreux et Les Clayes situé au bout des quais.
Les explications ont varié sur l'origine de la panne. Pour certains quotidiens, tels Le Petit Parisien et Le Petit Journal, un essieu et une bielle de la locomotive se seraient brisés. Pour d'autres, les plus nombreux, c'est la distribution qui s'était avérée défaillante, plusieurs boulons ayant sauté sur un tiroir de la machine. Un ingénieur de l'Ouest-État dirigeant les travaux de déblaiement indiquait, lui, à un journaliste, que c'était un des tubes de la chaudière qui s'était rompu. Enfin, interpellé au Sénat, le ministre des Travaux publics, Alexandre Millerand , attribua l'avarie à « la perte d'un frein ».
Quoi qu'il en soit, après plus de trois quarts d'heure d'efforts autour de la machine en panne, et l'échec de plusieurs tentatives de redémarrage, on considéra qu'elle était hors d'état de poursuivre sa route et on décida de la remplacer par une autre, demandée par télégraphe au dépôt de Versailles-Matelots.
C'est lors de l'attente de la locomotive de secours que se produira la collision, dans des conditions qui elles aussi seront rapportées différemment dans la presse.
Une majorité de journaux relatent les faits comme si le train en panne était resté en stationnement en gare sur la voie principale montante et avait été en totalité percuté par l'express. Ainsi, Le Petit journal du lendemain de l'accident indiquera que « sur les treize voitures du train omnibus, onze avaient été broyées ». Le Matin ira même jusqu'à préciser que dans le choc, le mécanicien (Sérons) et le conducteur (Bardet) du train tamponné furent précipités sur la voie et commotionnés. Confirmant implicitement cette version, Le Figaro publiera une lettre d'un de ses lecteurs s'étonnant que l'on n'ait pas tenté de garer le train en panne.
En réalité, avant l'accident, l'équipe de conduite de la machine avariée et le personnel de la gare avaient commencé à manœuvrer pour dégager le train vers une voie de garage afin qu'il n'entrave pas la circulation. Après qu'il eut été séparé en deux, la locomotive n'était cependant parvenue qu'à en remorquer tant bien que mal sur une centaine de mètres un premier tronçon vidé de ses voyageurs, sans pouvoir aller au-delà. Les quatre dernières voitures et le fourgon de queue demeuraient à quai, et leurs passagers, selon leur mobilité ou leur humeur, en étaient descendus, ou y étaient restés. Le chef de gare, M. Cozic, comptait sur la machine du train suivant pour les déplacer, et avait fait mettre à l'arrêt à la fois le signal avancé et le disque d'entrée de la gare, en envoyant en outre à la rencontre du convoi un homme d'équipe chargé de l'alerter en agitant un drapeau rouge.
Pendant ce temps, le train 577, express pour Granville, était parti à 17 heures 14 de la gare des Invalides. Il était composé de treize véhicules, dont un wagon restaurant placé en tête, tirés par une locomotive récente, la machine 2794, du type 230, livrée à la Compagnie de l'Ouest juste avant sa reprise par l'État en 1909, conduite par le mécanicien Leduc et le chauffeur Lecordier, du dépôt d'Argentan. Son premier arrêt était Versailles-Chantiers, où il arriva à 17 heures 45, et où on indiqua juste à son mécanicien qu'il devait faire une halte supplémentaire à Nonant-le-Pin pour déposer des voyageurs. Le chargement de nombreux colis dans le fourgon à bagages ayant exigé beaucoup de temps, il repartit avec un retard de deux minutes, puis en perdit deux de plus à cause de la fermeture du signal avancé précédant la gare de Saint-Cyr.
Soucieuse de rattraper son retard, l'équipe de conduite avait poussé au maximum la pression, mais au moment d'alimenter la chaudière en eau, l'injecteur placé du côté du mécanicien refusa de fonctionner, et la soupape de sécurité se déclencha. Au milieu d'un nuage de vapeur, Henri Leduc s'employa à remettre en route l'appareil récalcitrant, notamment en le purgeant à plusieurs reprises. C'est alors qu'il était absorbé par ces opérations, et que son chauffeur était occupé à casser des briquettes, que le train franchit le signal avancé de la gare de Villepreux, passage ponctué d'une sonnerie. Puisque le mécanicien savait qu'il ne devait rejoindre qu'en gare de Dreux l'omnibus le précédant, il présuma le disque ouvert, et, sans vérifier, siffla machinalement « voie libre » comme le prescrivait le règlement. Or, un kilomètre plus loin, alors qu'à la faveur de la pente, il atteignait la vitesse de 102 km/h, au sortir d'une courbe il aperçut en même temps à environ 180 mètres de là le signal d'entrée fermé de la gare de Villepreux-Les-Clayes et l'homme d'équipe agitant son drapeau rouge. Il déclencha un freinage d'urgence, mais la distance était trop courte pour éviter le choc avec la rame en détresse.

## L'accident

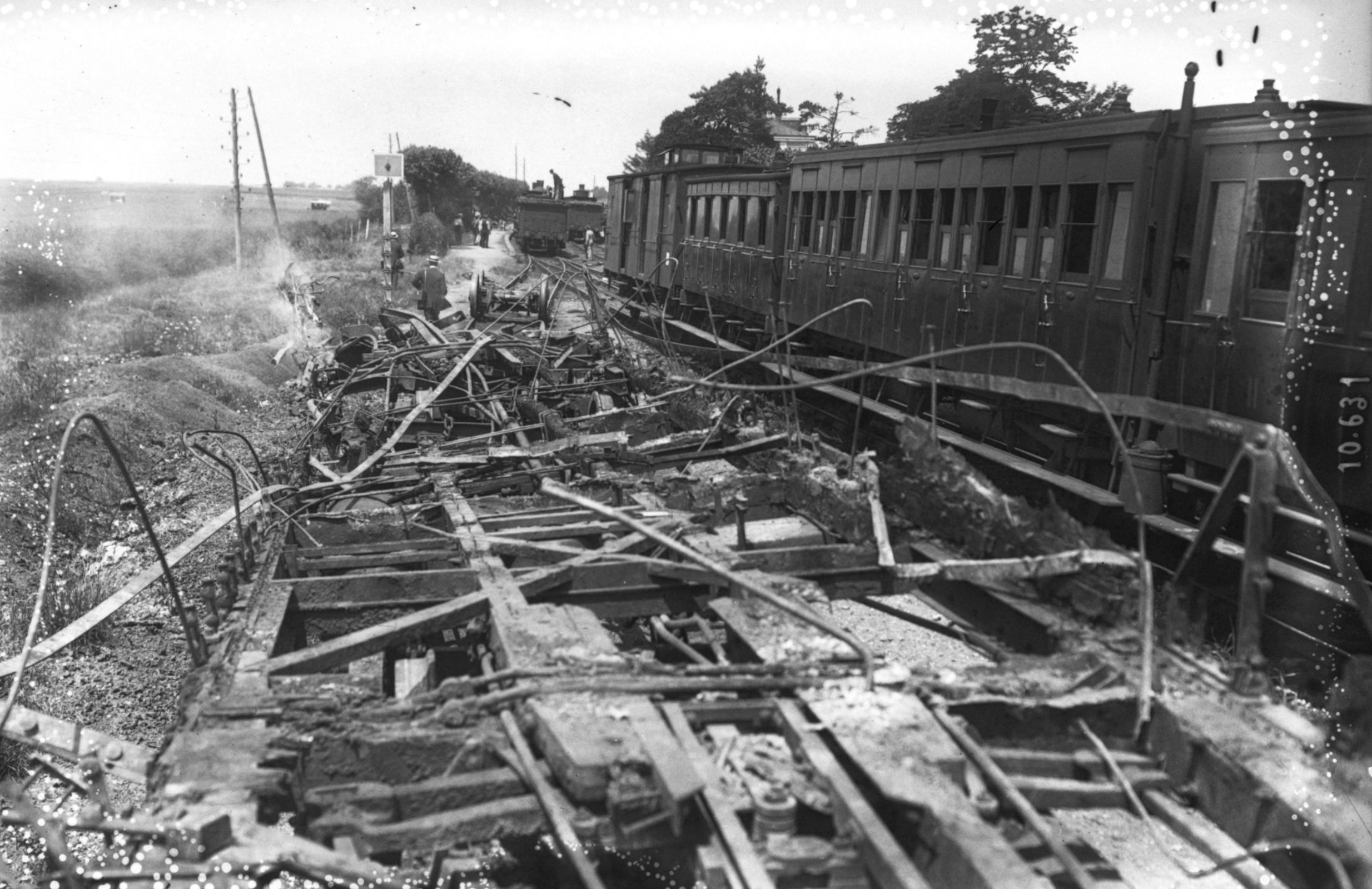
Les voitures incendiées après la collision.

Sous les yeux horrifiés des personnes stationnant dans la gare, le train 577 percuta à environ 70 km/h les cinq véhicules à l'arrêt, les propulsa sur environ 80 mètres, les escaladant en les pulvérisant, projetant leurs débris sur les deux quais et arrachant les fils du télégraphe. Puis la locomotive et son tender se désolidarisèrent et basculèrent de part et d'autre de la voie, au niveau de la maisonnette du garde-barrière. Derrière eux, le fourgon de tête, le wagon-restaurant et les quatre premières voitures de l'express s'étaient télescopés. Presque immédiatement, du foyer de la machine et des fourneaux du wagon restaurant partit un incendie qui, alimenté par les caisses en bois et les réservoirs de gaz d'éclairage des voitures, commença à gagner tout l’amoncellement des épaves.
Par la suite, on s'aperçut qu'un train venant de Granville aurait dû au même moment traverser la gare sur l'autre voie, mais qu'il était passé deux minutes plus tôt, et que cette avance providentielle sur l'horaire avait évité un terrible suraccident.

## Les secours
Bien que physiquement indemne, le chef de gare en titre, M. Cozic, frappé d'un violent traumatisme cérébral par la catastrophe, s'avérait incapable de toute initiative, et ce fut un de ses collègues, M. Lépinay, chef de gare à Colleville (Seine-Inférieure), fortuitement présent sur les lieux, qui se substitua à lui pour organiser les premiers secours et rétablir la liaison télégraphique.
En attendant l'arrivée de l'aide extérieure, les passagers rescapés, les agents de la gare, et quelques passants restés bloqués au passage à niveau, prêtèrent assistance aux victimes, s'efforçant notamment d'extraire celles demeurant coincées dans les wagons menacés par les flammes.
Les morts étaient déposés dans la salle d'attente transformée en morgue de fortune. Les blessés nécessitant les soins les plus urgents furent emmenés à Villepreux, chez un médecin ou à l'orphelinat d'une fondation. Par la suite, certains furent transportés à l'hospice de Versailles, ou ramenés par un train de secours à la gare Montparnasse et répartis entre les hôpitaux parisiens.
Dans la confusion générale, le mécanicien et le chauffeur du train tamponneur, eux aussi blessés, étaient restés deux heures sur place avant d'être embarqués dans un train de secours retournant à Dreux, puis avaient gagné Argentan, où ils se firent soigner à leur domicile.
Simple chalet isolé au milieu des champs, la gare ne disposait pas de moyens de lutte contre l'incendie, ni même de réserve d'eau, et face à l'ampleur du sinistre les premiers sauveteurs furent vite contraints de s'écarter du brasier, parvenant seulement à en éloigner les voitures de queue de l'express restées sur les rails, que l'on déplaça manuellement. Les pompiers, arrivés plus tard de  Villepreux, puis de Versailles avec un premier train de secours parti de cette ville à 19 heures, durent eux aussi se résigner à attendre que le feu s'éteigne de lui-même vers minuit, faute de combustible.
Entretemps, le préfet de Seine-et-Oise, Auguste Autrand ainsi que le ministre des Travaux publics, Alexandre Millerand, s'étaient rendus sur les lieux en automobile, et deux autres trains de secours avaient été envoyés de la gare Montparnasse à 20 heures 30 et 22 heures.
Aux opérations de déblaiement rapidement entreprises par les cheminots du réseau, se joignirent les soldats du 5e régiment du génie de Versailles, et même les élèves de l'École spéciale militaire de Saint-Cyr. Ainsi, malgré la foule des badauds ralentissant leur travail, la circulation fut-elle rétablie dès le lendemain à 16 heures 30 sur une voie unique, puis sur les deux voies le surlendemain à 1 heure 10.
Un an plus tard, la médaille d'argent de la Société des sauveteurs de Seine-et-Oise sera attribuée sur demande du maire des Clayes à M. Lépinay ainsi qu'à trois autres sauveteurs à titre de remerciement pour leur participation aux secours.

## Bilan
La locomotive avait littéralement laminé et disloqué les caisses en bois des voitures de l'omnibus, et tous leurs occupants, sauf un petit nombre qui avaient été providentiellement éjectés, furent tués. La plupart des dizaines de personnes présentes sur les deux quais de la gare n'avaient pu s'enfuir à cause des épaisses haies qui les bordaient, et beaucoup furent gravement blessées par la projection des débris.
Durant plusieurs jours, le doute subsista sur le nombre des victimes, d'une part parce les corps recueillis dans le chaos des épaves étaient réduits à l'état de restes carbonisés informes, et d'autre part parce que sur la foi de témoignages, on craignait que sous l'effet de l'épouvante, des blessés ne soient allés agoniser dans les champs environnants. Ainsi, plusieurs personnes dont les proches n'avaient plus de nouvelles furent présumées disparues dans la catastrophe, comme ce fut notamment le cas pour un médecin connu, le docteur Baumany, dont on avait trouvé le chapeau dans les débris, qui fut donné mort jusqu'à ce qu'il annonce qu'il était sain et sauf.
Finalement, même plusieurs mois après l'accident, le décompte exact de ses victimes est resté incertain. Ainsi, en septembre 1910, Le Petit Parisien faisait état de vingt-six morts et cinquante-trois blessés. En janvier 1911, à l'ouverture du procès devant le tribunal correctionnel de Versailles, ces chiffres étaient respectivement  de vingt-trois et quatre-vingts pour Le Petit Journal, vingt-huit et quatre-vingts pour Le Journal, et vingt-quatre et cinquante-neuf pour Le Temps.
La presse accorda une attention particulière à certaines victimes, à raison de leur notoriété ou de la compassion qu'elles inspiraient. Ainsi, la mort d'une figure de la haute société parisienne et de son fils âgé de cinq ans, et celle d'une fillette venant de faire sa première communion, dont les parents ne reconnurent le corps qu'à une bague et un soulier calciné, occupa une grande place dans certains journaux. On s'attarda aussi sur le sort de certains blessés, tels ces deux couples d'artistes descendus sur le quai avec leurs bagages et sérieusement atteints par les débris, mais heureux d'avoir retrouvé indemnes l'un son chien dans son panier, l'autre son perroquet dans sa cage.
Le cas d'une passante, Madame Boudineau, se rendant à pied de Villepreux aux Clayes avec son petit-fils et attendant sur le quai l'ouverture du passage à niveau bloqué par le train en panne suscita lui aussi l'intérêt. Elle avait été gravement blessée en protégeant l'enfant, qui s'était enfui terrorisé et que l'on avait fini par retrouver errant sans chaussures dans la campagne, mais comme à la différence des autres victimes sa présence en gare était purement fortuite, l'État lui déniait tout droit à réparation, estimant que sans titre de transport elle était fautive.
Il n'y eut pas d'obsèques collectives pour les morts dont les corps avaient pu être identifiés, qui furent inhumées dans leurs villes d'origine, souvent en présence de représentants des autorités publiques. En revanche, les cercueils contenant les restes carbonisés non individualisables de six victimes de la catastrophe, dont une jeune gouvernante anglaise, furent mis en terre le 23 juin dans le cimetière des Clayes, lors d'une cérémonie à laquelle assistaient leurs familles, le préfet, les maires des deux communes et des représentants du gouvernement.

## Recherche des responsables
Comme dans tous les accidents causant des victimes, une enquête judiciaire avait été immédiatement ouverte, et confiée à un juge d'instruction de Versailles.
Celui-ci délivra un mandat d'amener contre le mécanicien Leduc qui, trois jours après son retour à Argentan, fut jugé apte à voyager, conduit à Versailles, interrogé puis placé en détention préventive à la prison Saint-Pierre. Cependant, la mesure suscitant de nombreuses protestations, dont celle de la Fédération des mécaniciens et chauffeurs, le garde des sceaux Louis Barthou ordonna deux jours plus tard sa mise en liberté provisoire.
Trois mois après, les enquêteurs revinrent sur les lieux pour refaire le parcours depuis Plaisir à bord d'une locomotive, sans que cette sorte de reconstitution des faits apporte vraiment des éléments nouveaux, sinon pour renforcer leur conviction de la culpabilité exclusive du mécanicien.
Dès le 21 juin, le Parlement avait lui aussi réagi à la catastrophe, puisque des interpellations furent adressées au gouvernement, à la Chambre par Régis-Marie-Joseph de L'Estourbeillon de La Garnache
, et au Sénat par Adrien Gaudin de Villaine et Albert Gérard. La première ne donna pas lieu à débat spécifique puisqu'à la suite d'une série d'autres accidents graves, son thème fut abordé à plusieurs reprises lors des mois suivants. Les secondes, discutées le 30 juin, furent l'occasion d'émettre de nombreuses critiques contre l'Ouest-État, qui, selon ses détracteurs, était à cause de son matériel défectueux et du mauvais fonctionnement de ses services, plus responsable de la catastrophe que le mécanicien qui l'avait directement provoquée.

### Le matériel
Le journal L'Aurore, dans un éditorial intitulé « Responsabilités », observait que l'accident était dû moins au comportement des hommes qu'à la défaillance des locomotives des deux trains, dont il mettait en cause la vétusté. Le ministre des Travaux publics lui-même confirmait implicitement ce jugement en déclarant : « On ne m'apprend certes rien de nouveau quand on vient me parler du mauvais état du matériel de l'Ouest-État. Lorsque nous avons pris la succession de la Compagnie de l'Ouest, celle-ci nous a légué un matériel tellement défectueux qu'aussitôt l'inventaire terminé, j'ai cru devoir aviser la Chambre, afin de couvrir notre responsabilité ».
Mise en cause, l'ancienne compagnie exploitante avait publié un communiqué déclinant sa responsabilité en indiquant d'une part que si la machine dont la panne avait immobilisé l'omnibus avait quarante-trois ans, elle l'avait livrée en bon état d'entretien lors de son rachat, le 1er janvier 1909, et d'autre part que celle du train tamponné, qui, elle, était récente, avait été mise en service fin 1908, et donc que sa mise au point et son entretien ne lui incombaient pas.

### Le fonctionnement du service
En premier lieu, on reprochait à l'Ouest-État d'avoir confié la conduite de l'express à un mécanicien n'ayant pas les qualifications adéquates. En effet, si Henri Leduc, âgé de 35 ans, après avoir servi dans la Marine, avait bien douze ans d'ancienneté à la Compagnie, c'était comme chauffeur, et il ne faisait office de mécanicien remplaçant que depuis trois mois, affecté à la ligne Paris-Granville depuis quinze jours seulement. D'aucuns croyaient d'ailleurs voir une preuve de son inexpérience dans son obstination à vouloir faire fonctionner l'injecteur de gauche alors qu'il en existait un autre, situé à droite de la machine.
En second lieu, on critiquait le chef de gare de Villepreux pour avoir pris contact par télégraphe avec le dépôt de Versailles-Matelots afin d'annoncer la détresse de l'omnibus et de demander une machine de secours, sans en aviser aussi les gares du parcours, et notamment celle de Versailles-Chantiers, qui lors de l'arrêt de l'express, aurait pu le retenir, ou au moins donner des directives de prudence au mécanicien. Un voyageur rescapé avait d'ailleurs adressé au journal Le Matin une lettre circonstanciée, largement diffusée dans la presse, dénonçant cette carence.
Subsidiairement, on incrimina aussi l'absence de pétard avertisseur ponctuant le franchissement du signal fermé.

### La faute personnelle du mécanicien
Il était avant tout reproché à Henri Leduc de ne pas avoir respecté le signal avancé fermé de la gare de Villepreux-Les Clayes alors qu'il aurait dû aussitôt diminuer sa vitesse afin d'être prêt à s'arrêter au suivant. On pouvait s'étonner de cette inertie puisque, comme l'indiquait son carnet de bord, quelques kilomètres avant, il avait scrupuleusement observé celui de Saint-Cyr. Interrogé par le juge d'instruction, il expliquait avoir franchi celui de Villepreux juste après le déclenchement de la soupape de sécurité. Il l'avait alors présumé ouvert, mais sans s'en assurer, à la fois faute de visibilité du fait de la vapeur et parce qu'à ce moment son unique préoccupation était d'alimenter la chaudière en eau en débloquant son injecteur défaillant. En effet, il redoutait que celui placé côté chauffeur ne soit pas utilisable, son fonctionnement ayant déjà soulevé des difficultés lors du trajet aller.
La bande Flaman de la machine indiquait qu'avant le freinage d'urgence, la vitesse du train était de 102 km/h, et si d'aucuns soutenaient qu'elle était excessive, elle ne fut pas jugée anormale sur cette portion de ligne.
Compte tenu de sa vitesse, l'express n'aurait pu être arrêté à temps que si son mécanicien avait disposé d'une distance suffisante, soit environ 800 mètres. Ce ne fut pas le cas. D'une part parce que la gare de Villepreux-Les Clayes et son signal d'entrée étaient situés au sortir d'une courbe sans visibilité. D'autre part parce que l'homme d'équipe chargé d'aller au-devant du train en agitant un drapeau rouge semblait avoir manqué de diligence dans l'exécution de sa mission. En effet, alors qu'interrogé par les enquêteurs il soutenait s'être éloigné d'au moins 500 mètres de la gare, il avait d'abord indiqué au journal L'Humanité en être resté à environ 200 mètres, d'autres témoins affirmant même qu'il s'était tout au plus éloigné de 80 mètres. Le mécanicien Leduc l'aperçut donc en même temps que le signal d'entrée de la gare, alors qu'il en était à une distance d'environ 180 mètres, bien trop courte pour éviter la collision.
Finalement, seul Henri Leduc fut traduit devant le tribunal correctionnel de Versailles, pour homicide involontaire. Son procès s'ouvrit le 19 janvier 1911 et s'échelonna sur trois audiences. Ses avocats, Lucien Salmon et Albert Willm adoptèrent une ligne de défense politique en attaquant exclusivement l'Ouest-État, créant un incident dès la première audience , alors que dans son réquisitoire, le procureur de la République insista sur la gravité de la faute commise par le prévenu, lui refusant toute circonstance atténuante.
Conformément à ces conclusions, le jugement, rendu le 4 février 1911 déclara le mécanicien exclusivement responsable de la catastrophe, écartant dans des attendus circonstanciés toute faute imputable à l'Ouest-État susceptible d'être retenue comme circonstance atténuante. La sanction prononcée fut toutefois relativement indulgente, le tribunal, le condamnant à deux ans de prison avec sursis et cinq cents francs d'amende, compte tenu de son casier judiciaire vierge, des bons renseignements favorables connus sur lui et de sa situation de famille. Pénalement exonéré, l'État n'en était pas moins déclaré civilement responsable. Il lui appartenait donc d'indemniser les victimes et leurs ayants droit.
Ce jugement aurait pu être l'épilogue judiciaire de la catastrophe si l'État n'avait pas refusé de réparer les dommages subis par Madame Boudineau, seulement présente sur le quai à cause du blocage du passage à niveau. Tour à tour, le tribunal civil de la Seine en 1911 et la cour d'appel de Paris en 1912, manifestement plus inspirés par l'équité que par la rigueur du raisonnement juridique, jugèrent que l'intéressée était fondée à se trouver dans la gare, puisqu'elle était venue y chercher des renseignements pour traverser les voies.